# عيسى بن زيد
عيسى بن زيد بن علي بن الحسين بن علي بن أبي طالب الهاشمي القرشي هو حفيد الإمام علي السجاد الملقب بـ زين العابدين

## ولادته
قال أبو نصر البخاري في كتاب (سر السلسلة): كانت ولادة عيسى في محرم سنة مائة وتسع (109 هجرية)، ومات بالكوفة سنة تسع وستين ومائة (169 هجرية)، وعمره ستون سنة، فيكون له يومَ قتْل أبيه سنة إحدى وعشرين ومائة، اثنتا عشرة سنة، ويحكي أبو الحسن العمري النسّابة في (المجدي) عن شيخه أبي الحسن، أن دينار بن عمران يقول: كان لعيسى بن زيد يوم قتل أبيه سنة، وللحسين ذي الدمعة أربع سنين، ولمحمد أربعون يوماً، فتكون ولادته سنة عشرين ومائة، وإذا كانت وفاته سنة تسع وستين يكون عمره ثمانيَ وأربعين سنة. وكثرة الأولاد تُصحّح رواية البخاري.

## تسميته
ولتسميته بهذا الاسم شأن ذكره أبو الفرج في المقاتل، قال: لمّا حُمل زيد إلى هشام بن عبد الملك، كانت أُم عيسى معه في طريقه، فنزل دير النصارى ليلاً وصادف نزوله ليلة ميلاد المسيح عليه السّلام، فضربها المخاض هناك فجاءت بعيسى تلك الليلة فسمّاه أبوه باسم المسيح.
وكُني أبا يحيى وأبا الحسين. ولُقّب مؤتم الأشبال، فإنّه لمّا انصرف من وقعة «باخمرى» ومعه أصحابه خرجت عليهم لبوة ومعها أشبالها وتعرّضت للطريق، فقتلها عيسى، فقيل له: إنّك أيتمت أشبالها، قال: أنا مؤتم الأشبال، فكان أصحابه بعد ذلك يلقّبونه به.

## فضله وموالاته للأئمّة
كان أفضل مَن بقي من أهله ديناً وورعاً وزهداً مع عِلم كثير ورواية للحديث، قال الحسين صاحب فخ: لم يكن فينا خير من عيسى بن زيد، فلقد كان كثير الذِّكر لله تعالى، وكان مقبول النقل عند علماء الرجال، يعرفه كلّ من يقرأ ترجمته في رجال الشيخ الطوسي، ومنهج المقال لابي عليّ الحائري، وكان معدوداً من أصحاب الإمام الصادق عليه السّلام.
وقد وثّقه علماء الرجال وذكروا جلالة قدره وقبول قوله، وتزيد الأمرَ وضوحاً أحاديثه التي خرّجها الشيخ الطوسي في [ التهذيب ]، في باب حُكم أولاد المطلقات من الرضاع، وفي باب وصيّة الصبي، فإنّها تشهد باعترافه استحقاق الإمام الصادق عليه السّلام للإمامة، ولو لم يعرف له ذلك المنصب والوظيفة الإلهيّة لما أخذ عنه الأحكام الدينية، مع ما هو عليه من العلم والعرفان.

## موقفه مع بني العباس
خروجه مع ذي النفس الزكية. وصيته عن قتيل باخمرى. طلب العباسيين له.
لم يزل مؤتم الأشبال ناقماً على بني العباس، لغصبهم الخلافة من أهلها. وما بَرح مجاهراً بذلك في محافل العامّة ومختلف زرافات الناس، مترقّباً فُرَص الأيّام في الوثبة على المنصور، حتّى إذا أعلن الخروجَ ذو النفس الزكية عاضده ووازره وكان على ميمنته، ولم يُثنه ضعف أهل الحق عن مدافعة الباطل؛ وتخاذل مَن بايعهم عن الإصحار بالحقيقة وتعريف الملأ بأنّ الأيّام دول، ولدولة الباطل أَمَد. ولما خرج إبراهيم بن عبد الله المحض للأخذ بثار أخيه، التحق به عيسى بن زيد، وكانت راية إبراهيم معه: وأوصى إبراهيم بالأمر له من بعده. ولما قُتل إبراهيم خاف عيسى سَطوة المنصور، ولم يأمن أهل الكوفة أن يأخذوه غيلة ويسلّموه إلى المنصور، فاستتر في الكوفة أيّام المنصور والمهدي والهادي، وكان اختفاؤه في دار الحسن بن صالح بن حي. وكان الحسن من كبراء الشيعة الزيدية في الكوفة له معرفة في الفقه والكلام، صنف كتاب التوحيد، وكتاب إمامة ولْد عليّ من فاطمة، وكتاب الجامع في الفقه. وتزوّج عيسى ابنة الحسن، وبقي موالياً لعيسى حتّى مات بعد عيسى لستة أشهر وله ثمان وستون سنة. قال يوماً لعيسى: إلى متى تدفعنا الخروج وقد اشتمل ديوانك على عشرة آلاف رجل ؟! فقال له: ويحك يا حسن، أتكثر عليّ العدد وأنا بهم عارف ؟! أما والله، لو وجدت ثلاثمائة رجل أعلم أنّهم يبذلون أنفسهم لله عزّوجلّ، ويصدقون في لقاء عدوهم لخرجت بهم قبل الصباح، ولكن أعلم ما في نفوس القوم من الغدر والمكر والميل إلى الشهوات.
لم يأمن المنصور وثبة عيسى بالكوفة، فاتّخذ الوسائل للقبض عليه فلم يتمكن، حتّى بذل له الأمان وأكّده، فلم تخدعه تلك المواعيد الخلاّبة ولم يطمأنّ بكلّ ما أظهره له من العهود والمواثيق. قيل له يوماً: إنّ المنصور لم يزل خائفاً منك، فقال: لئن يبيتنّ ليلةً واحدة خائفاً منّي أحبّ إليّ ممّا طلعت عليه الشمس. وبعد أن انتقل الأمر إلى المهدي جدّ في طلبه، وطلب الحسن بن إبراهيم قتيل باخمرى بعد هرب الحسن من حبسه، وأخذ يسأل عمّن له عِلم بهما، فدُلّ على يعقوب بن داود بن طهمان، فأتُي به، فرأى منه رجلاً كاملاً عاقلاً ذا رأي وتجربة، فسأله عن عيسى بن زيد، فأنكر أن يكون له عِلم به.
قال يعقوب بن داود: دخلت مع المهدي قبّة في بعض الخانات في طريق خراسان، فإذا مكتوب على حائطها هذه الأبيات:
والله مـا أطـعمُ طعمَ الرقادْ 		خوفاً إذا نامت عيون العبادْ
شـرّدني أهـلُ اعتداءٍ وما 		أذنـبتُ ذنباً غير ذِكر المعادْ
آمـنت بالله ولـم يـؤمنوا 		فـكان زادي عندهم شرَّ زادْ
أقـول قـولاً قـاله خائف 		مـطّرد قـلبيَ ذكر السهادْ
منخرق الكفّين يشكو الوجى 		تـنكبه أطـراف مـرّ حِدادْ
قـد كان في الموت له راحة 		والموت حَتمٌ في رقاب العبادْ
فلما قرأها كتب تحت كلّ بيت: لك الأمان مِن الله ومنّي، فاظهر متّى شئتَ. ودموعه تجري على خديه، قلت: مَن ترى قائل هذا الشعر يا أمير المؤمنين ؟ فقال: أتتجاهل علَيّ ؟! قائل هذا الشعر لم يكن غير عيسى بن زيد (11).
ويروي أنّ المهدي اجتاز بحلوان فرأى على حائط مكتوباً البيت الخامس وما بعده، فكتب تحتها بالأمان (12). وبلغ المهدي خبر دعاة عيسى، وهم: ابن علاق الصيرفي، وحاظر مولى لهم، وصباح الزعفراني، فجدّ في طلبهم فظفر بحاظر فحبسه وطلب منه أن يُعرّفه موضع عيسى فتجاهل وأبى إعلامه؛ ولما يئس منه أمر بقتله، وخفي عليه أمر ابن علاق وصباح، وبعد موت عيسى قال صباح للحسن بن صالح بن حي: أما ترى ما نحن فيه من الضنك والضرّ، وقد مات الرجل الذي من أجله يطلبنا المهدي، ولعله إذا مضينا إليه وأعلمناه بموت عيسى خلّى سبيلنا، فقال الحسن: لا والله، لئن أبيت ليلةً خائفاً منه أحبّ إليّ من أن أبشّر عدو الله بوفاة ابن نبي الله وأشمته. وبقي على هذا الحال حتّى مات (13).

## عمله بالكوفة
كان مدّة استتاره بالكوفة يسقي الماء على جَمَل. حدّث يحيى بن الحسين ذي الدمعة قال: سألت أبي عن عمّي عيسى وقلت: يقبح لمثلي ألاّ يرى مثله، فقال: إذا صرتَ إلى الكوفة فاسأل عن دور بني حي، فإذا دُلِلت عليها اقصُد السكّة الفُلانية ـ ووصفها له ـ سترى باباً صفتها كذا وكذا، فاجلس أوّل السكّة فإنّه سيُقبل عليك عند المغرب كهل طويل مسنون الوجه، قد أثّر السجود في جبهته، عليه جُبّة صوف، يسقي الماء على جمل، وقد انصرف يسوقه، لا يضع قدماً ولا يرفعها إلاّ ودموعه تنحدر، فقُم وسلِّم عليه فإنّه سيذعر منك، فانتسب له ليسكن إليك ويحدّثك، ولا تطل معه وودِّعه، فإنّه سيعفيك من العود، فافعل ما يأمرك به، فإنّك إنّ عُدتَ إليه توارى عنك.
قال يحيى بن ذي الدمعة: لمّا وردتُ الكوفة قصدت سكّة بني حي بعد العصر، حتّى إذا غربت الشمس رأيت رجلاً يسوق جَمَلاً على الصفة التي وصفها لي أبي، فسلّمت عليه وانتسبت له، فسألني عن أهلي واحداً واحداً وأنا اشرح أخبارهم. وممّا حدّثني به أن قال: إنّي أسقي الماء على هذا الجمل، فاصرف نصف ما اكتسبه إلى صاحبه وأتقوّت بالباقي، وربّما عاقني عائق فأخرج إلى البريّة ـ ظهر الكوفة ـ فالتقط ما يرمي به الناس من البُقول فأتقوّت به. وتزوّجت إلى هذا الرجل ابنته وهو لا يعلم مَن أنا إلى وقتي هذا، وقد ولدت لي بنتاً لا تعرفني إلى هذا اليوم، فقالت أمّها: إنّ ابن فلان السقّاء أيسر منّا وقد خطب ابنتك، فزوِّجها منه. وألحّت عليّ، فلم أقدر على إخبارها بأنّ ذلك غير جائز ولا هو بكفء لها فيشيع خبري، فزادت في الإلحاح، ولم أزل استكفي أمرها حتّى ماتت البنت، فما أحد آسى على شيء من الدنيا أساي على أنّها ماتت ولم تعلم موضعها من رسول الله صلّى الله عليه وآله. ثمّ أقسم عليّ أن انصرف ولا أعود، وودَّعَني ومضى، وبعد ذلك صرت إلى الموضع فلم أره فيه.

## أولاده
قال أبو نصر في (سر السلسلة): وُلد لعيسى:
- * الإمام الحسين غضارة ومحمّد، أمهما عبدة بنت عمر بن عليّ بن الحسين بن عليّ(ع) بن أبي طالب، وإلى الحسين(ع) غصارة رضي الله عنه ورحمه ينتسب السادة الأشراف آل راشد حلفاء وشيوخ عتيبة وأمراء نجد والزلفي والأسياح والجوف والمجمعة أبناء الشريف راشد بن الشريف قراض بن الشريف سعد من نسل الأشراف الزيود الذين كانوا من أعيان وأعلام وقضاة المدينة المنورة بالحجاز ومنهم من تأمر عليها وكانوا يسكنون في بادية المدينة المنورة قبل القرن العاشر والحادي عشر هجري.
- الإمام أحمد أمه عاتكة بنت الفضل بن عبد الرحمن بن العباس بن الحارث بن عبد المطلب،
- زيد أمه أم ولد.
- محمد بن عيسى[2]

وزاد أبو الحسن العمري، جعفراً والحسن وعمر ويحيى، وبنات أربع: رقيّة الكبرى، ورقية الصغرى (20)، وزينب، وفاطمة، وهي التي ماتت في حياة أبيها وكانت أمها من عامة أهل الكوفة.
والذي أعقب من أولاده ـ كما في عمدة الطالب: أحمد، وزيد، ومحمد، والحسين.